# 厄斯滕舍
厄斯滕舍（挪威語：Østensjø，挪威語：[ˈœ̂sːtn̩ʂøː] ⓘ）是挪威首都奧斯陸的一個區。厄斯滕舍位於奧斯陸的東南部該地區，是奧斯陸市民的一個度假休閒地，也是一個自然保護區。厄斯滕舍也是冰球和足球俱樂部IL Manglerud Star的主場。